# دي إكس إن
دي إكس إن، هي شركة تجارية عالمية  إحدى أكبر شركات البيع المباشر في العالم, مقرها الرسمي في ماليزيا. تأسست عام (١٩٩٣) من قبل داتوك الدكتور ليم سيو جين.
تشمل أنشطة أعمالها التجارية الأساسية زراعة، تصنيع, وتسويق المكملات الغذائية الصحية. وكونها متواجدة رسمياً في
اكثر من ١٨٣ دولة مع إنتشار أعمالها في جميع أنحاء العالم, فالشركة مشهورة بأنتاجها لفطر الجانودرما. ومع الأساس المتين والتنمية المستدامة, فقد نوعت دي إكس إن من أنشطة أعمالها التجارية بشكل سريع لأعمال أخرى حيث تشمل العقارات والطاقة المتجددة, وتقنية المعلومات, الخ.

## التاريخ
أُسِّسَت دي إكس إن من قبل الداتو الدكتور ليم سيو جين، وهو خريج من المعهد الهندي للتكنولوجيا الشهير. الداتو الدكتور ليم لديه اهتمام عميق بالفطور وعلاقتها بصحة الإنسان.
بعد أكثر من ٢٠ عاماً من البحث الدقيق والتحليل العلمي، اكتشف الداتو الدكتور ليم الفوائد المحددة لجانوديرما أو لينجزي وآثاره الملائمة على صحة الإنسان. لإدراكه أهمية لينجزي وفوائده الصحية، بدأ الداتو الدكتور ليم بمشاركة معرفته عن هذا العشب المعجزة بين أصدقائه وزملائه الذين رأوا شغفه من أجل الصحة الجيدة.
لم يتوقف الداتو الدكتور ليم عند ذلك الحد. فقد شعر أنه ينبغي أن يؤسس شركة من شأنها أن تساعد المزيد من الناس لكي تَطَّلِع وتستفيد من فوائد هذا العشب المعجزة. في عام ١٩٩٣، تحقق حلم الداتو الدكتور ليم عندما أسس دي إكس إن في قدح، ماليزيا.
ومنذ تأسسها في ١٩٩٣ ,فقد وطدت دي إكس إن مفهومها التنين الواحد, عالم واحد سوق واحدة وعمل واحد لأنها تزرع وتصنع وتسوق تحت سقف واحد وبأعلى معايير الجودة الدولية والتصنيع الحسن وهي معتمدة من قبل هيئات مراقبة الجودة المعترف بها دولياً . مع هذا المفهوم القوي, فقد جابت دي إكس إن البحار
من خلال النمو المستمر على مر السنين .

## خطوط إنتاجها
وتشمل خطوط إنتاجها المكمالت الغذائية , والمشروبات الصحية,منتجات العنايه الشخصية, العنايه بالبشرة ومستحضرات التجميل , والمنتجات المنزلية ونظام معالجة المياه .

## الأسواق العالمية
وفي مجال أعمالها التجارية الأساسية بنظام البيع المباشر , فإن توسع دي إكس إن العالمي السريع قد تم التعرف عليه عالميا من خلال النمو الضخم لأعضائها في جمع أنحاء العالم,
وتوسع آثارها في مواقع استراتيجية رئيسية. ومع أكثر من ١٥ مليون عضو ُمسجلين في جميع أنحاء العالم, فإنها توطد
مكانتها كشركة رائدة على مستوى العالم في مجال منتجات الجانودرما.

## المؤسس
الداتو الدكتور ليم سيو جين، وهو خرّيج من المعهد الهندي للتكنلوجيا المرموق. بدأ الداتو الدكتور ليم العمل في البحث عن فوائد الفطر لصحة الإنسان. فقد قاده إهتمامه العميق وجهوده المتواصلة التي لا نهاية لها ليستفيد من أقصى الإمكانيات لجانوديرما أو لينجزي، المعروف باسم ملك الأعشاب، لصحة الإنسان والثروة، مع تأسيس دي إكس إن في عام ١٩٩٣.